# Llista de muntanyes de la Vall de Cofrents
Llista de muntanyes a la comarca de la Vall de Cofrents, al País Valencià.
| Nom                         | Altura   | Municipi           | Unitat de relleu        | Coordenades                                            | Foto |
| --------------------------- | -------- | ------------------ | ----------------------- | ------------------------------------------------------ | ---- |
| Cerro de Palomeras          | 1.259 m. | Aiora              | Serra de Palomeras      | 39° 04′ 10″ N, 1° 12′ 45″ O / 39.0694313°N,1.2124028°O |      |
| Muela de Tortosilla         | 1.216 m. | Aiora              | Serra de Palomeras      | 39° 02′ 05″ N, 1° 14′ 39″ O / 39.0348043°N,1.2440727°O |      |
| Puntal del Mugrón           | 1.149 m. | Aiora              | Serra del Mugrón        | 38° 57′ 22″ N, 1° 08′ 37″ O / 38.9562149°N,1.1436937°O |      |
| el Caroig                   | 1.126 m. | Teresa de Cofrents | Massís del Caroig       | 39° 05′ 23″ N, 0° 54′ 53″ O / 39.089681°N,0.9148124°O  |      |
| el Caroig                   | 1.126 m. | Aiora              | Massís del Caroig       | 39° 05′ 23″ N, 0° 54′ 53″ O / 39.089681°N,0.9148124°O  |      |
| Puntal del Cuerno           | 1.110 m. | Aiora              | Serra de Palomeras      | 39° 06′ 16″ N, 1° 12′ 15″ O / 39.1044857°N,1.2041399°O |      |
| Montemayor                  | 1.106 m. | Aiora              |                         | 39° 02′ 47″ N, 1° 06′ 25″ O / 39.0465164°N,1.1069152°O |      |
| Alto del Buitre             | 1.095 m. | Aiora              | Massís del Caroig       | 38° 59′ 18″ N, 0° 56′ 14″ O / 38.9882834°N,0.9373475°O |      |
| Peñón de los Machos         | 1.092 m. | Aiora              | Massís del Caroig       | 39° 00′ 06″ N, 0° 54′ 43″ O / 39.0016451°N,0.9118826°O |      |
| Pico de Martés              | 1.083 m. | Cortes de Pallars  | Serra de Martés         | 39° 19′ 29″ N, 0° 56′ 46″ O / 39.3246778°N,0.9461225°O |      |
| Puntal del Conejo           | 1.064 m. | Xarafull           | Serra de Boquerón       | 39° 08′ 28″ N, 1° 08′ 50″ O / 39.1410081°N,1.1472188°O |      |
| Alto de Salomón             | 1.061 m. | Aiora              | Serra d'Énguera         | 38° 56′ 39″ N, 0° 57′ 34″ O / 38.9442605°N,0.9593496°O |      |
| Alto de la Tona             | 1.051 m. | Teresa de Cofrents | Massís del Caroig       | 39° 07′ 10″ N, 0° 57′ 22″ O / 39.1193917°N,0.9560799°O |      |
| Pico del Bebeu              | 1.030 m. | Xalans             | Serra de Boquerón       | 39° 10′ 22″ N, 1° 10′ 41″ O / 39.1728377°N,1.1780977°O |      |
| Pico del Bebeu              | 1.030 m. | Xarafull           | Serra de Boquerón       | 39° 10′ 22″ N, 1° 10′ 41″ O / 39.1728377°N,1.1780977°O |      |
| el Pino Alto                | 1.027 m. | Teresa de Cofrents | Massís del Caroig       | 39° 07′ 34″ N, 0° 58′ 25″ O / 39.1261107°N,0.9735781°O |      |
| Alto del Cinto de la Cabra  | 1.016 m. | Cortes de Pallars  | Mola de Cortes          | 39° 10′ 05″ N, 0° 57′ 08″ O / 39.1680771°N,0.9521212°O |      |
| Alto del Cinto de la Cabra  | 1.016 m. | Teresa de Cofrents | Mola de Cortes          | 39° 10′ 05″ N, 0° 57′ 08″ O / 39.1680771°N,0.9521212°O |      |
| Alto de los Pajaritos       | 1.008 m. | Teresa de Cofrents | Massís del Caroig       | 39° 04′ 23″ N, 0° 56′ 46″ O / 39.0730134°N,0.9461298°O |      |
| Alto de los Pajaritos       | 1.008 m. | Aiora              | Massís del Caroig       | 39° 04′ 23″ N, 0° 56′ 46″ O / 39.0730134°N,0.9461298°O |      |
| Alto de la Casmilla         | 1.007 m. | Teresa de Cofrents | Mola de Cortes          | 39° 08′ 59″ N, 0° 54′ 47″ O / 39.1496899°N,0.913154°O  |      |
| Alto de la Pedriza          | 997 m.   | Teresa de Cofrents | Massís del Caroig       | 39° 07′ 42″ N, 0° 59′ 34″ O / 39.1283364°N,0.9928489°O |      |
| la Atalaya                  | 984 m.   | Zarra              | las Atalayas            | 39° 06′ 17″ N, 1° 08′ 35″ O / 39.1047563°N,1.1429802°O |      |
| la Cruz de la Sierrecilla   | 908 m.   | Xalans             | Sierrecilla de la Pared | 39° 12′ 33″ N, 1° 07′ 41″ O / 39.20908°N,1.1280906°O   |      |
| Cerro de los Ángeles        | 906 m.   | Cortes de Pallars  | Serra de Martés         | 39° 18′ 35″ N, 0° 56′ 41″ O / 39.309689°N,0.9447964°O  |      |
| Villar Agudo                | 895 m.   | Xalans             | Sierrecilla de la Pared | 39° 12′ 36″ N, 1° 10′ 37″ O / 39.2098697°N,1.1769712°O |      |
| Pico de Alcola              | 894 m.   | Xarafull           | Serra de Alcola         | 39° 10′ 35″ N, 1° 00′ 53″ O / 39.1765225°N,1.0147069°O |      |
| Pico de Alcola              | 894 m.   | Xalans             | Serra de Alcola         | 39° 10′ 35″ N, 1° 00′ 53″ O / 39.1765225°N,1.0147069°O |      |
| Cerro Gordo                 | 882 m.   | Zarra              |                         | 39° 05′ 02″ N, 1° 06′ 03″ O / 39.0839446°N,1.1009339°O |      |
| Alto de Alcola              | 851 m.   | Cofrents           | Serra de Alcola         | 39° 13′ 00″ N, 1° 01′ 17″ O / 39.2165807°N,1.0214145°O |      |
| Puntal de la Cueva del Moro | 843 m.   | Cortes de Pallars  | Mola del Albéitar       | 39° 18′ 01″ N, 0° 58′ 46″ O / 39.3003505°N,0.9793725°O |      |
| Pico del Bombo              | 822 m.   | Cortes de Pallars  | Mola de Cortes          | 39° 13′ 47″ N, 0° 57′ 20″ O / 39.2298451°N,0.9556778°O |      |
| Alto de los Borregueros     | 800 m.   | Cofrents           |                         | 39° 14′ 45″ N, 1° 07′ 57″ O / 39.2459322°N,1.1323806°O |      |
| Puntal de Butaro            | 716 m.   | Cortes de Pallars  |                         | 39° 18′ 56″ N, 1° 03′ 34″ O / 39.3156096°N,1.0594125°O |      |
| Puntal de Butaro            | 716 m.   | Cofrents           |                         | 39° 18′ 56″ N, 1° 03′ 34″ O / 39.3156096°N,1.0594125°O |      |
| Cerro del Ahorcado          | 677 m.   | Cofrents           |                         | 39° 16′ 14″ N, 1° 04′ 58″ O / 39.2705359°N,1.0826812°O |      |
| la Repunta                  | 676 m.   | Cofrents           |                         | 39° 17′ 07″ N, 1° 03′ 50″ O / 39.2854085°N,1.0640126°O |      |
| la Muela                    | 550 m.   | Cofrents           |                         | 39° 13′ 07″ N, 1° 04′ 05″ O / 39.218559°N,1.0681654°O  |      |
| Volcà de Cofrents           | 522 m.   | Cofrents           |                         | 39° 14′ 22″ N, 1° 04′ 19″ O / 39.2395185°N,1.0718373°O |      |